# Насими, Навид Даудович
Нави́д Да́удович Насими́ (укр. Навід Даудович Насімі; 1 марта 1995) — украинский футболист, полузащитник клуба «Чайка».

## Игровая карьера
Воспитанник ФК «Лидер» (Петропавловская Борщаговка, Киевская область). В шестнадцатилетнем возрасте дебютировал за эту команду в чемпионате Киевской области, где в течение двух сезонов забил в календарных матчах областной высшей лиги 12 мячей. В 2013 году вместе с одноклубниками Андреем Цирульневым и Эдуардом Григоренко переехал в Одессу, где стал играть за юношескую команду «Черноморца». Через год был переведён в молодёжный состав «моряков», а ещё через год в матче первого тура чемпионата 2015/16 против донецкого «Олимпика» дебютировал в украинской Премьер-лиге.
В январе 2016 года был отдан в аренду до конца сезона клубу «Горняк-Спорт».